# Giovanni Schiaparelli
Giovanni Virginio Schiaparelli, född 14 mars 1835 i Savigliano nära Cuneo, död 4 juli 1910 i Milano, var en italiensk astronom. 

## Biografi
Schiaparelli studerade solsystemet och är mest känd för sina studier av Mars. På planeten fann han "sjöar" och "kontinenter". Han fann också från och med 1877 canali. Det italienska ordet har en betydligt bredare betydelse än svenskans kanal och motsvarande internationella ord och behöver inte antyda något som skapats av intelligenta varelser, men på grund av ordlikheten tolkades det allmänt som kanaler på Mars.
En mer bestående upptäckt var att han lyckades visa att meteorsvärmarna perseiderna och leoniderna orsakas av kometer. Den 26 april 1861 upptäckte han asteroiden 69 Hesperia.
År 1872 erhöll han Royal Astronomical Societys guldmedalj och Bruce-medaljen 1902. Han var ledamot av Kungliga Vetenskapsakademien från 1877.
Asteroiden 4062 Schiaparelli är uppkallad efter honom.
ESAs marsrymdsond Schiaparelli var uppkallad efter honom.

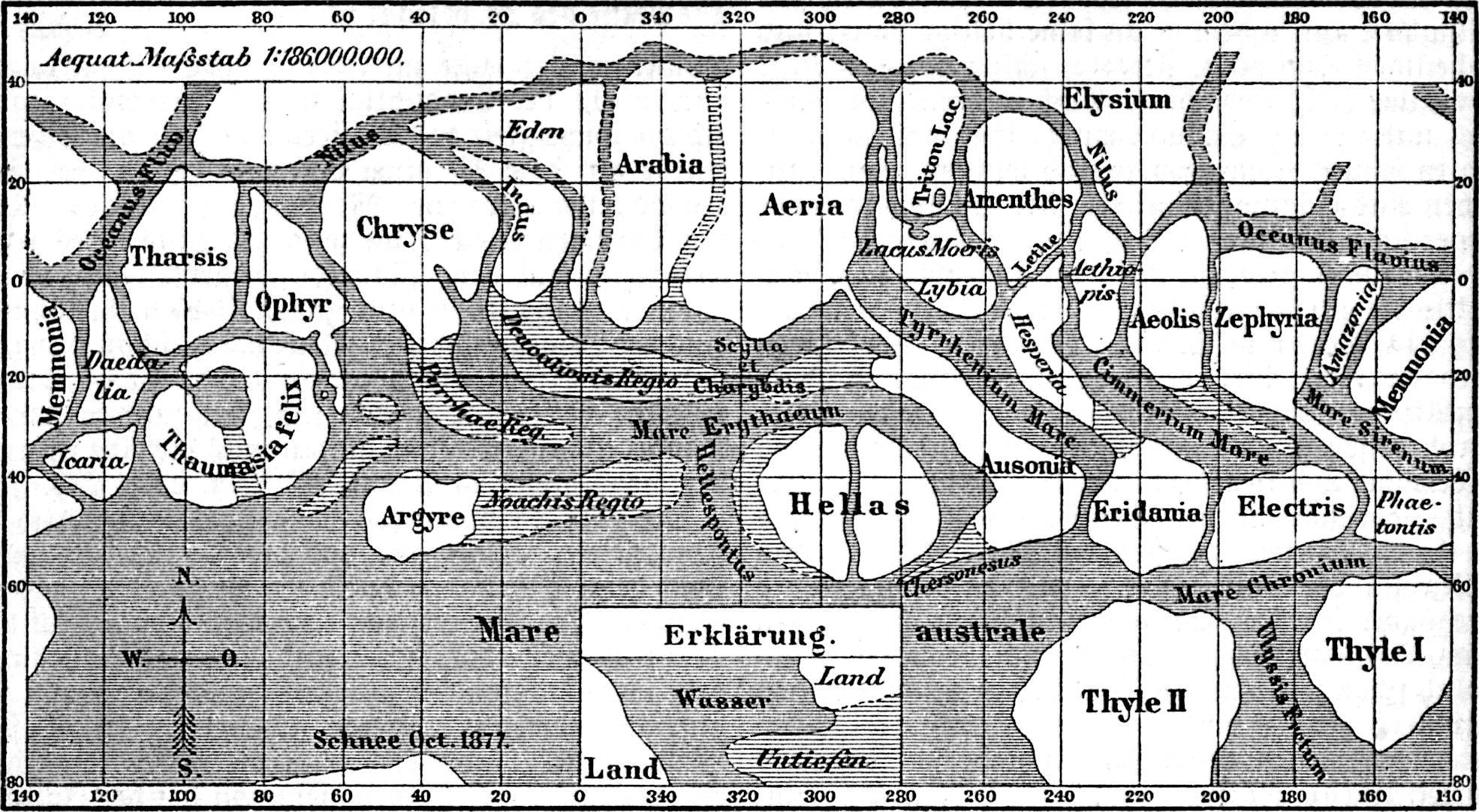
Schiaparellis karta över mars.